# The Borden Twins
The Borden Twins – siostry bliźniaczki urodzone 29 maja 1932 – Rosalyn i Marylin Borden, amerykańskie aktorki telewizyjne. Zmarły – Rosalyn w 2003, Marylin w 2009. Znane jako Teensy i Weensy w odcinku "Tennessee Bound" serialu Kocham Lucy.